# Anton Hodey
Anton Hodey (* 29. August 1908 in Essen; † unbekannt) war ein deutscher Radrennfahrer.

## Sportliche Laufbahn
Als Amateur wurde er 1929 beim Sieg von Franz Schmitz Dritter im Eintagesrennen Rund um Köln. 1930 wurde er hinter Otto Kratz Zweiter. In der nationalen Meisterschaft im Straßenrennen kam er beim Sieg von Walter Hoffmann als Dritter auf das Podium.
Hodey war von 1934 bis 1951, unterbrochen durch den Zweiten Weltkrieg, Berufsfahrer in den deutschen Radsportteams Opel und Phänomen. In der Meisterschaft der Profis wurde er 1934 Dritter, als Kurt Stöpel den Titel in der Punktewertung von fünf Rennen gewann. In jener Saison wurde er Dritter im Großen Sachsenpreis (wie auch 1936) sowie Zweiter bei Rund um Frankfurt. 
1935 siegte er im Großen Straßenpreis von Hannover vor Willy Kutschbach. Im Rennen Rund um Spessart und Rhön wurde er Zweiter hinter Erich Bautz. Hodey startete für die deutsche Nationalmannschaft in der Tour de France und schied dort auf der 9. Etappe aus.
1936 und 1939 wurde er Dritter im Rennen Berlin–Cottbus–Berlin, 1937 Zweiter von Rund um Frankfurt. 1951 konnte er den Großen Straßenpreis von Hannover gewinnen. In der Internationalen Deutschland-Rundfahrt 1937 schied er aus.